# Grabenstetten
Grabenstetten ist eine Gemeinde im Landkreis Reutlingen in Baden-Württemberg. Es ist mit seiner gesamten Gemarkung Teil des Biosphärengebiets Schwäbische Alb und des UNESCO Geoparks Schwäbische Alb.

## Geographie

### Geographische Lage
Grabenstetten liegt am Nordrand der Schwäbischen Alb, etwa 19 Kilometer östlich von Reutlingen.

### Gemeindegliederung
Außer dem gleichnamigen Dorf gehören zur Gemeinde Grabenstetten keine weiteren Ortschaften.

### Nachbargemeinden
An die Gemeinde Grabenstetten grenzen die Städte und Gemeinden ErkenbrechtsweilerES, LenningenES, Römerstein, Bad Urach und Hülben. Die Aufzählung orientiert sich am Uhrzeigersinn mit Beginn im Norden. Die Genannten gehören zum Landkreis Reutlingen bzw. zum Landkreis EsslingenES.

### Historische Geographie
Im Gemeindegebiet liegt die Burgruine Hofen.

### Schutzgebiete
Die gesamte Gemarkung von Grabenstetten gehört bis auf die besiedelten Bereiche zum Landschaftsschutzgebiet Reutlinger und Uracher Alb. Darüber hinaus hat Grabenstetten Anteile an den beiden FFH-Gebieten Uracher Talspinne und Alb zwischen Jusi und Teck sowie am Vogelschutzgebiet Mittlere Schwäbische Alb. Grabenstetten gehört vollständig zum Biosphärengebiet Schwäbische Alb, eine Kernzone wurde im Kaltental westlich der Gemeinde ausgewiesen.

## Geschichte

### Frühe Geschichte
Die alemannische Ausbausiedlung Grabenstetten wird erstmals in der 1. Hälfte des 12. Jahrhunderts als Grabanostetten und 1152 unter dem Namen Grabanostettin erwähnt. Der Name leitet sich von den Überresten der Befestigungsanlagen des im 20. Jahrhundert als keltisches Oppidum belegten Heidengraben ab.
Als Teil der Herrschaft Neuffen kam der Ort im Laufe des 14. Jahrhunderts zu Württemberg. Der Dreißigjährige Krieg (1618–1648) machte sich erst 1635 in Grabenstetten bemerkbar. Soldaten zündeten bei ihrem Abzug den Ort an, bis auf die Kirche, das Pfarrhaus, die Schule und ein paar kleineren Häusern brannte der ganze Ort nieder. Im folgenden Jahr starben durch Hunger und Krankheit 325 Personen. Der Vogt von Neuffen berichtete dem Herzog von Württemberg, dass in Grabenstetten nicht mehr als noch 6 Burger vorhanden seien. Der Wiederaufbau nach dem Brand von 1635 ging nur sehr langsam voran. 1664 wohnten erst wieder 13 Familien im Dorf.

### Verwaltungszugehörigkeit
Nach der Gründung des Königreichs Württemberg gehörte Grabenstetten noch bis ins Jahr 1842 zum Oberamt Nürtingen, dann wurde es in das Oberamt Urach umgegliedert. Als dieses 1938 im Zuge der Kreisreform während der NS-Zeit in Württemberg aufgelöst wurde, fiel Grabenstetten an den Landkreis Reutlingen. 1945 wurde die Gemeinde Teil der französischen Besatzungszone und erfuhr somit 1947 die Zuordnung zum neu gegründeten Land Württemberg-Hohenzollern, welches 1952 im Land Baden-Württemberg aufging.

### Einwohnerentwicklung
Die Einwohnerzahlen sind Schätzungen (1721 und 1760), Volkszählungsergebnisse (¹) oder amtliche Fortschreibungen des Statistischen Landesamtes (nur Hauptwohnsitze).
| Stichtag             | Einwohner |
| -------------------- | --------- |
| 1721                 | 315       |
| 1760                 | 520       |
| 1. Dezember 1871 ¹   | 992       |
| 1. Dezember 1900 ¹   | 1.074     |
| 17. Mai 1939 ¹       | 957       |
| 13. September 1950 ¹ | 1.064     |
| 6. Juni 1961 ¹       | 1.113     |
| 27. Mai 1970 ¹       | 1.220     |

| Jahr              | Einwohner |
| ----------------- | --------- |
| 25. Mai 1987 ¹    | 1.312     |
| 31. Dezember 1991 | 1.414     |
| 31. Dezember 1995 | 1.458     |
| 31. Dezember 2000 | 1.549     |
| 31. Dezember 2005 | 1.576     |
| 31. Dezember 2010 | 1.534     |
| 31. Dezember 2015 | 1.667     |
| 31. Dezember 2020 | 1.696     |

## Religionen

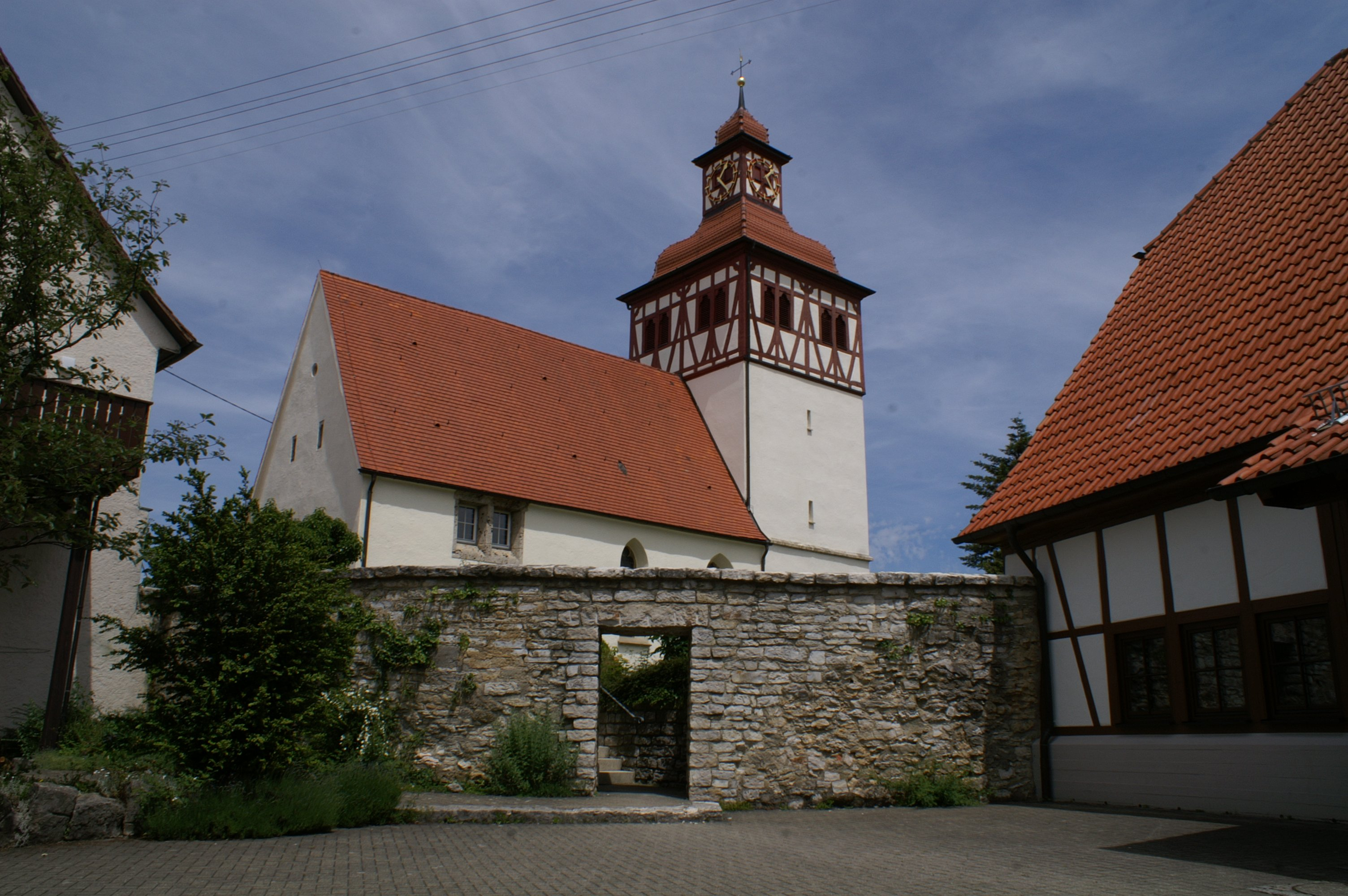
St. Peter und Paul

Seit 1275 ist eine Kirche in Grabenstetten belegt. Die Reformation wurde, wie auch sonst im Herzogtum Württemberg, 1534 eingeführt. Seit damals ist der Ort evangelisch geprägt. Die heutige evangelische Kirchengemeinde Grabenstetten gehört zum Kirchenbezirk Bad Urach-Münsingen der Evangelischen Landeskirche in Württemberg.

## Politik

### Gemeinderat
Der Gemeinderat in Grabenstetten besteht aus den gewählten 10 ehrenamtlichen Gemeinderäten und dem Bürgermeister als Vorsitzendem. Der Bürgermeister ist im Gemeinderat stimmberechtigt. Die Kommunalwahl am 9. Juni 2024 führte zu folgendem Endergebnis. Die Wahlbeteiligung lag bei 69,9 % (2019: 63,02 %). 
| Freie Wähler       | 6 Sitze | 58,5 % | (2019: 5 Sitze, 55,9 %) |
| Unabhängige Wähler | 4 Sitze | 41,5 % | (2019: 5 Sitze, 44,1 %) |

### Bürgermeister
Bürgermeister ist seit 2025 Patrick Docimo. Zuvor amtierte von 2017 bis 2025 Roland Deh. Von 2003 bis zu seinem Tod 2016 war Harald Steidl (CDU) Bürgermeister.

### Wappen
| Wappen der Gemeinde Grabenstetten | Blasonierung: „In Gold (Gelb) eine gestürzte blaue Pflugschar, beiderseits begleitet von je einer bewurzelten, gebogenen grünen Ähre.“ |
| Wappen der Gemeinde Grabenstetten | Wappenbegründung: Im Jahre 1930 setzte die Gemeinde die Abbildung einer alten Buche, die damals an der Straße Grabenstetten—Böhringen auf den Resten des Heidengrabens gestanden hat, in ihre Dienstsiegel. Damals waren die nach Mitteilung des Bürgermeisteramts schon 1825 im Fleckensiegel belegten, auf die Landwirtschaft hinweisenden Wappenfiguren vorübergehend in Vergessenheit geraten. Nach Festlegung der Farben wurde das Wappen am 14. November 1967 vom Innenministerium verliehen. |

## Kultur und Sehenswürdigkeiten

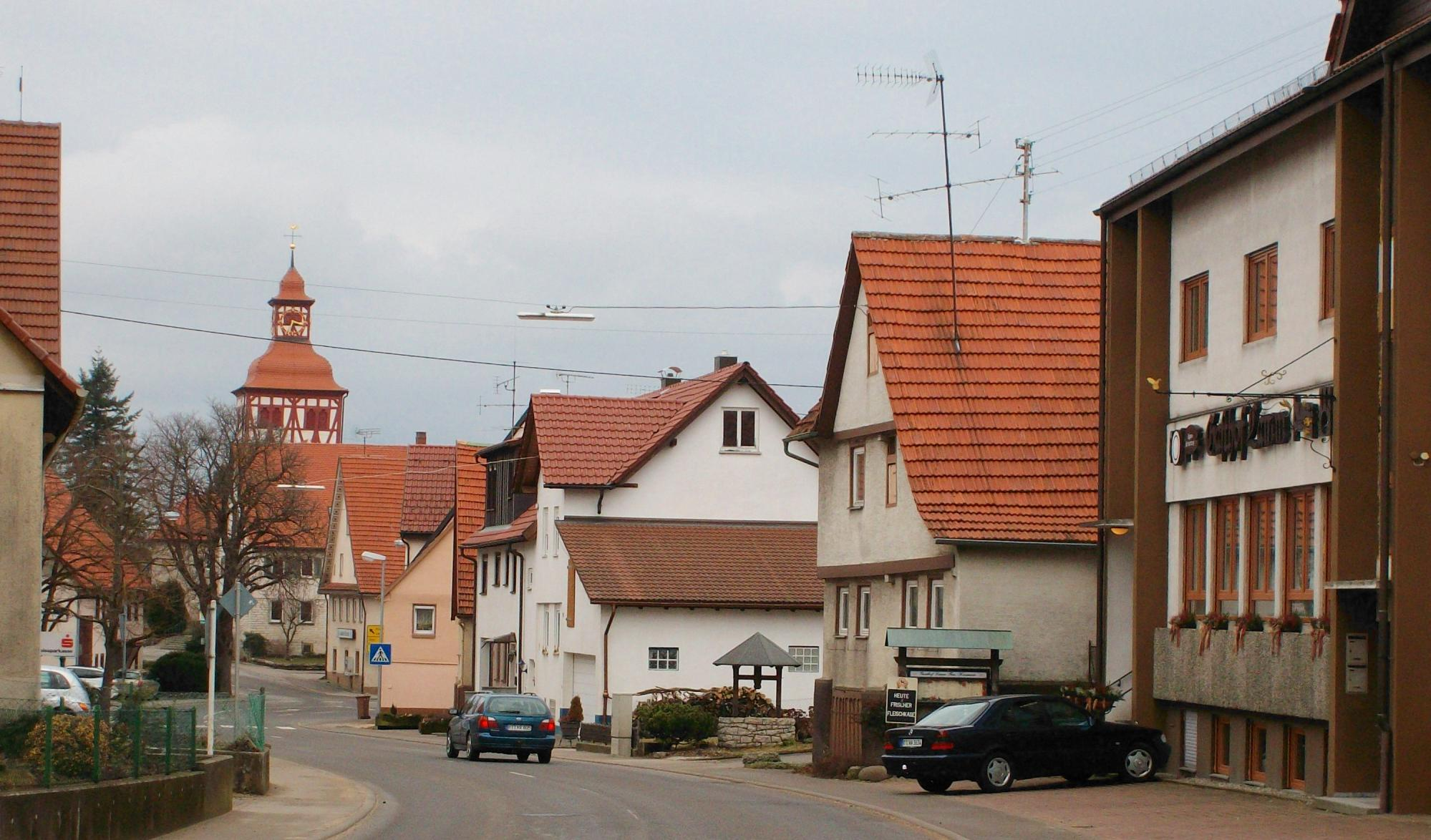
Ortsmitte von Grabenstetten, Februar 2008

### Museen
- Frühgeschichtliches Museum, 1998 eingerichtet
- Arbeitskreis Kultur und Geschichte, gegründet 2004
- Förderverein Heidengraben e. V., gegründet 2005

### Bauwerke
- Die evangelische Kirche St. Peter und Paul ist eine romanische Chorturmkirche mit spätgotischem Schiff und Wandmalereien aus der ersten Hälfte des 15. Jahrhunderts. Die Fresken waren in der Reformationszeit übertüncht und in den Jahren 1912–1924 wiederentdeckt worden. Nur ein Teil konnte wiederhergestellt werden. Die Wandmalerei stellt das Jüngste Gericht dar. Den romanischen Turm ziert eine Fachwerkglockenstube mit geschweiftem Helm und „Laterne“ von 1680. Die Kirche wurde 1935 von Architekt Hans Seytter und 1965–1971 von Architekt Johannes Wetzel renoviert. Das farbverglaste Chorfenster mit acht Bildfeldern (von der Geburt Jesu bis zu seiner Auferstehung) wurde 1935 von dem Künstler Walter Kohler entworfen.
- Ruine Hofen, aus dem 13. Jahrhundert
- Grabhügel
- Der Heidengraben, das größte keltische Oppidum Deutschlands und eines der größten in Europa

### Vereine

#### Sport
- Turn- und Sportverein Grabenstetten 1913 e. V.
- Motorsportclub Grabenstetten e. V., gegründet 13. Februar 1987
- Schützenverein Grabenstetten e. V.
- Fliegergruppe Grabenstetten-Teck-Lenninger Tal e. V.

#### Musik
- Gesangverein Liederkranz Grabenstetten e. V.

#### Sonstige
- Obst und Gartenbauverein, gegründet 1933
- Schwäbischer Albverein
- Arbeitsgemeinschaft Höhle und Karst Grabenstetten e. V., gegründet 1973
- Förderverein Heidengraben, gegründet 2005
- Jugendclub Grabenstetten, gegründet 2009

### Naturdenkmäler

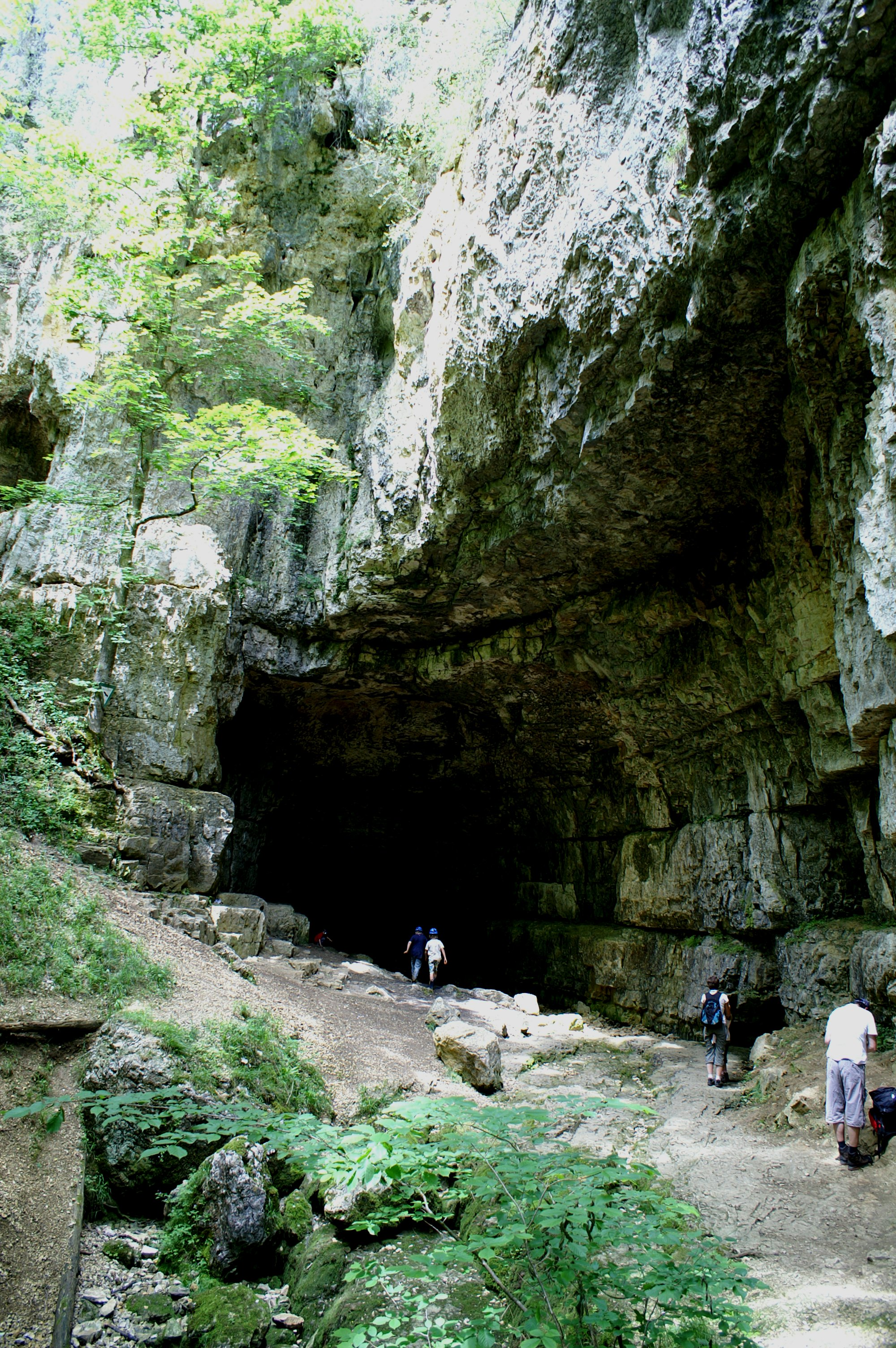
Der Eingang zur Falkensteiner Höhle

Die Falkensteiner Höhle liegt am Albtrauf zwischen Grabenstetten und Bad Urach. Sie wurde 2019 als Geopoint des UNESCO Geoparks Schwäbische Alb ausgezeichnet. Die ca. 5 km lange Höhle ist eine aktive Wasserhöhle, d. h. die Niederschläge sickern durch den Karst der Albhochfläche und gelangen durch die Höhle ins Freie. Die Wasser der Höhle bilden die Quelle der Elsach.
Die Gustav-Jakob-Höhle ist eine ca. 427 m lange, vorwiegend horizontale Durchgangshöhle. Sie liegt unter der Ruine Hofen.

### Regelmäßige Veranstaltungen
Kandelfescht: Straßenfest der örtlichen Vereine, jedes Jahr meistens am zweiten Wochenende im Juli.

## Wirtschaft und Infrastruktur

### Industriebetriebe
Unweit des Dorfes liegt ein großer Steinbruch mit angeschlossenem Schotterwerk. Die Jurakalke werden für Straßenschotter abgebaut. Der Steinbruch wurde erst 2014 nach Westen, zum Ort hin, um 9,8 Hektar erneut erweitert. Die Abbautiefe beträgt 85 m unter der Geländeoberfläche.

### Verkehr
Die Landesstraße 211 verbindet die Gemeinde im Westen mit Bad Urach und im Osten mit Lenningen.
Der Öffentliche Nahverkehr wird durch den Verkehrsverbund Neckar-Alb-Donau (NALDO) gewährleistet. Die Gemeinde befindet sich in der Wabe 221. Die nächstgelegene Bahnstation ist Oberlenningen, rund 4 km entfernt und im VVS.
Der Schwäbische-Alb-Radweg führt als Fernradweg durch Grabenstetten; er führt vom Bodensee nach Donauwörth und dabei von Bad Urach nach Grabenstetten und weiter nach Römerstein (Böhringen und Donnstetten).
Grabenstetten verfügt über einen Flugplatz, der von der Fliegergruppe Grabenstetten-Teck-Lenninger Tal e. V. betrieben wird.

### Bildung
Grabenstetten verfügt mit der Rulamanschule über eine eigene Grundschule. Weiterführende Schulen stehen in Nachbarorten zur Verfügung. Für die jüngsten Bewohner gibt es einen Kindergarten in evangelischer Trägerschaft.

## Persönlichkeiten

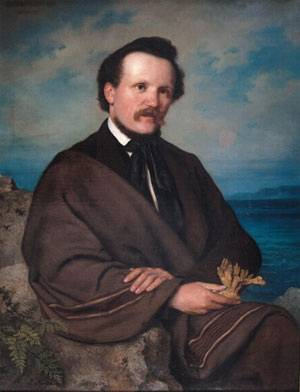
David Friedrich Weinland etwa 1890

### Söhne und Töchter der Gemeinde
- Wilhelm Christian Steeb (1788–1871), Amtsschreiber in Pfullingen, Abgeordneter zur Ständeversammlung (Landtag)
- David Friedrich Weinland (1829–1915), Wissenschaftler und Schriftsteller (Rulaman)

### Persönlichkeiten, die vor Ort gewirkt haben
- Johann Gottlieb Steeb (1742–1799), Geistlicher und landwirtschaftlicher Schriftsteller